# Епархия Сент-Питерсберга
Епархия Сент-Питерсберга (лат. Dioecesis Sancti Petri in Florida) — епархия Римско-Католической церкви с центром в городе Сент-Питерсберг, штат Флорида, США. Епархия Сент-Питерсберга входит в митрополию Майами. Кафедральным собором епархии Сент-Питерсберга является Собор святого апостола Иуды.

## История
2 марта 1968 года Римский папа Павел VI издал буллу Cum Ecclesia, которой учредил епархию Сент-Питерсберга, выделив её из епархии Майами и епархии Сент-Огастина. 16 июня 1984 года епархия Сент-Питерсберга передала часть своей территории епархии Вениса.

## Ординарии епархии
- епископ Чарльз Борромео Маклафлин[англ.] (2.05.1968 — 14.12.1978)
- епископ Уильям Томас Ларкин[англ.] (18.04.1979 — 29.11.1988)
- епископ Джон Клемент Фавалора[англ.] (14.03.1989 — 03.11.1994) — назначен архиепископом Майами
- епископ Роберт Наджент Линч[англ.] (05.12.1995 — 27.11.2016)
- епископ Грегори Лоуренс Паркс[англ.] (с 28.11.2016)

## Источник
- Annuario Pontificio, Libreria Editrice Vaticana, Città del Vaticano, 2003, ISBN 88-209-7422-3
- Булла Cum Ecclesia  (лат.)